# Nálet na Norimberk (březen 1944)
Nálet na Norimberk (30./31. března 1944) byl pokusem Royal Air Force o strategické bombardování Norimberku a představuje jednu z nejdrtivějších porážek, jaké Bomber Command RAF během své letecké kampaně proti Německu utrpělo.
Hlavní příčiny prakticky totálního neúspěchu byly dvě: naprosto nevhodné povětrnostní podmínky kombinované s nepřesnou předpovědí počasí (ve výsledku vítr o síle vichřice, jasno po celou dobu cesty a extrémně velké stratokumuly nad cílem) a příliš optimisticky naplánovaná trasa s extrémně dlouhými rovnými úseky letu (vedoucími navíc přes Porúří, náležící k nejlépe bráněným oblastem Německa).
Ve výsledku tyto okolnosti vedly k naprostému zhroucení načasování operace a rozložení kompaktních bojových formací, k nemožnosti řádně nalézt a označit cíl a v neposlední řadě schopnosti nepřítele shromáždit značné stíhací síly k útoku na bombardéry (odhaduje se, že do boje se na straně Luftwaffe zapojilo až 20 stíhacích skupin). Následkem bylo, že pouze 512 bombardérů ze 782 strojů shodilo bomby poblíž primárního cíle, samotné poškození Norimberku bylo minimální. RAF ztratily 94 strojů a 547 mrtvých proti 10 letounům Luftwaffe.
Výsledek akce potvrdil oprávněnost protestů vicemaršála letectva Donalda Bennetta, který od počátku upozorňoval na naprostou nevhodnost navržených letových tras, Arthur Harris a jeho ostatní hlavní poradci se poté stali terčem ostré kritiky. Harris sám připustil, že Norimberk byl naprostou katastrofou a že další podobný výsledek by ohrozil celou kampaň.